# 注意力基模理論
注意力基模理論 （ 英語：Attention schema theory，AST ）是關於意識（或主觀覺察）的演化及神經心理學理論，由普林斯頓大學的神經科學家邁克爾·格拉齊亞諾（ Michael Graziano）提出，  該理論認為大腦是以注意力歷程的基模模型來建造主觀意識， 是唯物主義的意識理論，與丹尼爾·丹尼特、帕特里夏·丘奇蘭德（ Patricia Churchland ）和基思·弗蘭奇（ Keith Frankish）等哲學家的幻覺主義觀點有著相似之處。
格拉齊亞諾提出，注意力基模類似於身體基模，就像大腦會建構簡易的身體模型來幫忙監督身體運動一樣，大腦也會建構簡易的注意力模型來協助監督注意力。模型中的資訊會勾勒出注意力的一個不完美的簡化版本，使得大腦認定它具有非物質性的覺察本質。建構主觀覺察即為大腦對於自身注意力的塑造，所塑造的模型雖然有效卻不完善。該方法旨在解釋覺察和注意力如何在許多方面時而相似，時而相悖，大腦又如何能同時覺察到內部和外部的事件，並提供可驗證的預測。
開發AST的其中一項目標是為了造出人工意識，AST試圖解釋資訊處理機器是如何像人類一樣行事，並堅持它具有意識，以我們的方式描述意識，然後認為他人也有類似的屬性。 AST是關於機器如何在它真的只是一台機器的情況下，仍堅持認為它不只是機器的理論。 

## 理論總結
AST描述了資訊處理機器是如何斷言它對某事物具有意識到的主觀體驗 大腦在這個理論中被看作資訊處理機器，受制於其內部所建構的資訊，無法辨別它的斷言與現實之間的區別。用這種方法解釋意識的挑戰不是「大腦如何產生無法言喻的內部體驗」，而是「大腦如何建立怪誕的自我描述，以及什麼認知作用在這個自我模型中是有用的？」，AST有一點相當關鍵，即大腦會根據模型所產生的知識（model-based knowledge）建造出豐富的內部模型，而這些模型潛藏在更高等的認知層次或語言層次之下。認知可以觸接（access）這些內部模型的部分內容，而當我們報告這些模型的內容時，就彷彿在報告實際經歷。 
AST可以概括為三點：
1. 大腦是一種資訊處理裝置。
2. 大腦有能力將處理資源聚焦在某些訊號，可能聚焦在選擇的輸入感覺訊號，也可能聚焦在內部資訊（例如特定的回憶）上。 這種以聚焦的方式處理選擇資訊的能力有時稱作注意力。
3. 大腦不僅使用注意力的過程，而且還建立了稱為「注意力基模」的表徵或內部模型，是描述注意力的一組資訊或表徵。

AST認為，注意力基模提供了必要的資訊，可使機器對意識做出斷言。當機器斷言對事物 x 具有意識時（即斷言對事物 x 具有主觀意識或心理佔有），機器是在利用高等認知來觸接注意力基模，並報告其資訊。   
舉例來說，假設有個人看著蘋果，當此人報告「我對那個閃閃發光的紅蘋果有主觀體驗」時，有三個項目在該斷言中被聯繫了起來：自我、蘋果和主觀體驗。自我存在的斷言取決於對自我模型的認知觸接。如果沒有自我模型，那就不會有必要的資訊，系統就無法做出自我指涉的斷言。關於對蘋果的存在性和屬性的斷言則取決於對蘋果模型（這很可能是在視覺系統之中建造）的認知觸接。同樣地，如果沒有必要的資訊，系統顯然無法對蘋果或其視覺屬性做出任何斷言。理論上，主觀經驗存在的斷言取決於對內部注意力模型的認知觸接。這個內部模型並未對注意力給出精確的科學描述，未完整描述神經元、側抑制性突觸和競爭訊號的細節，也隻字未提注意力的物理機制。反之，為簡化起見，AST與所有的大腦內部模型一樣都是簡化和示意化（schematic）的。   
認知機制在觸接這三個相互聯繫的內部模型中的資訊時，會斷言：有個自我，有顆蘋果，而自我在心理上擁有那顆蘋果；這種心理上的擁有本身是無形的，也沒有可描述的物理屬性，但是大致藏在身體內的某處，對蘋果有個特定錨點；這種心理本質使自我能夠理解並記住蘋果，對其作出反應。機器即依靠這種不完整且不精確的注意力模型，斷言對蘋果具有形而上學的意識。 
AST認為，主觀經驗、意識或對事物不可言喻的心理擁有都是一種簡化的概念，在細節不足的情況下，對參與某事物的行動有相當不錯的描述。注意力的內部模型並非由高等的認知層級所造，它不是一種認知自我理論，非經學習而來。與此相反的是，它建造於認知層級之下，是自動化的，就像蘋果及和自我的內部模型一樣，只能以那些特定的方式來建構。從這種角度來說，人們可以將注意力基模稱為一種類似於知覺的注意力模型，與高等的認知模型（例如信念或知性推理的理論）區別開來。 
無論是蘋果的意識，思想的意識，還是自我意識，AST解釋了具有注意力基模的機器是如何包含必要資訊以斷言具有某種事物的意識，也解釋了機器如何以與我們相同的方式談論意識，機器在觸接其內部資訊卻找不到說明性的元資訊（meta information）時會怎麼做。這種機器像是一台計算結論的機器，又像是對內部模型進行觸接但只會學到內部模型的狹隘內容。在AST中，我們就是這種機器。 
AST與「幻覺主義」（illusionism）的觀點一致。 但是「幻覺」一詞的含義可能不適合該理論。這個稱謂有三個問題：首先，許多人將幻覺等同於可忽略或有害的事物，若我們能識破幻覺，那將變得更好。然而注意力基模在AST中是一個運作良好的內部模型，通常不會失調或出錯。其次，大多數人傾向於將幻覺當成海市蜃樓般的幻像，虛假呈現出某些實際上不存在的東西。如果意識是一種幻覺，那就暗示著幻覺沒有任何真實的存在，沒有什麼「那個地方」的存在，但AST並非如此，意識即使缺乏細節，仍是一種對真實事物的的不錯解釋。我們確實有注意力，這是一種產生自神經元的相互作用的物理過程和機械過程。當我們斷言自己對某件事有主觀意識時，我們提供的是字面上真實性的示意版本，確實有個「那個地方」存在。 第三，幻覺是對某種事物的體驗。那些將意識稱為幻覺的人非常小心翼翼地定義它們所謂的「體驗」的含義，以免發生循環。但是AST不是關於大腦如何體驗的理論。 這是一種關於機器如何做出斷言的理論（它如何斷言擁有經驗），它被困在邏輯迴路中，或被自身的內部資訊所俘虜而無法避免做出斷言。 
在這個理論中，注意力基模的進化並不是為了讓我們隨意斷言自己有意識。相反的是，注意力基模的進化是因為它在知覺、認知和社會互動方面具有十分重要的適應性用途。 
關於注意力基模的主要功能已經提出了兩種類型。第一類是幫助控制注意力。控制理論的基本原理指出，好的控制器應包含內部模型。因此，大腦的注意力控制器應將注意力的內部模型（一組不斷更新的資訊）納入，這組資訊反映了注意力的動態性和不斷改變的狀態。由於注意力是大腦中最普遍、最重要的過程之一，因此所提出的注意力基模有助於控制注意力，對系統至關重要。越來越多的行為證據支持這一假設。當缺少對視覺刺激的主觀覺察時，人們仍然可以將注意力轉移到該刺激上，但是這種注意力失去了某部分的控制，隨著時間的流逝而變得不穩定，並且在進行擾動訓練時適應性更差。 上述的這些發現支持了這樣的提議，即意識就像控制注意力的內部模型一樣。 
第二類功能是用於社會認知（使用注意力基模對他人以及我們自己的注意力狀態進行建模）。注意力基模的社會用途對公眾來說，主要優勢在於行為預測。作為社交動物，我們在一定程度上透過預測其他人的行為而得以在世界上生存，並透過預測自己的行動來計劃我們的未來。但是注意力是行為的主要影響之一。我們更有可能會去做當前所注意的事。對於不在意的事情，去做這件事的可能性則小了很多。一個關於注意力及其動態和影響的好模型，將有助於預測行為。

## 身體基模的類比
AST是在類比身體基模的心理學和神經科學工作的基礎上發展起來的，格拉齊亞諾在在其先前的出版物中對此研究領域建樹良多。本節透過對身體基模的類比來解釋AST的中心思想。 
假設有個叫凱文的人伸手抓住了一顆蘋果，你問凱文，他手裡拿的是什麼？他可以告訴你這個物體是蘋果，並對屬性加以描述。這是因為凱文的大腦已經建構了對蘋果示意化的描述，這種描述有時也稱為內部模型，是一組隨著新訊號的處理而不斷更新的資訊，例如大小、顏色、形狀和位置。這個模型可以讓凱文的大腦對蘋果做出反應，甚至可以預測蘋果在不同情況下的表現。凱文的大腦建構了一個蘋果的基模，他的認知和語言處理器可以在一定程度上觸接這個蘋果的內部模型，因此凱文能夠口頭回答關於蘋果的問題。 
現在你問凱文：「你怎麼拿著蘋果？ 你和蘋果有什麼具體關系嗎？」 凱文有辦法再接著回答，這是因為除了蘋果的內部模型之外，凱文的大腦還建構了他身體的內部模型，包括手臂和手掌。這個內部模型有時也稱為身體基模，是一組在處理新訊號時會不斷更新的資訊，指定了凱文肢體的大小和形狀，如何連接，傾向於怎樣的運動狀態，每時每刻所處的狀態，以及在接下來的幾分鐘它們可能會處於什麼狀態。這種身體基模的主要目的是讓凱文的大腦控制動作，因為他知道手臂的狀態，所以可以更好地指導手臂的運動。身體基模的附帶作用可讓他明確地談論自己的身體，其認知和語言處理器在某程度上會觸接到身體結構，因此凱文可以回答：「我伸出手來抓住蘋果。」 
身體基模是有受限制的。如果你問凱文：「你的手臂上有多少塊肌肉？它們在哪與骨頭相連？」他無法根據自己的身體基模來回答。他可能會從書中獲取知識，但他沒辦法直接洞察自己特定手臂的肌肉，身體基模缺乏這種層次的機械細節。 
AST進一步分析了這個問題。凱文所做的不僅僅是用身體抓住蘋果，他也在注意蘋果。 
要理解AST，就必須具體說明注意力的正確定義。注意力一詞在很多方面被口語化地使用，引起了一些可能的混淆。這裡用於表示凱文的大腦將一些資源集中在對蘋果的處理上。加強了蘋果的內部模型的訊號強度，因此凱文的大腦對蘋果進行了深層次的處理，進而更有可能將蘋果的資訊儲存在記憶中，也更有可能引發對蘋果的行為反應。在這個詞的定義中，注意力是一個機械的資料處理過程，涉及到在處理資源上對於特定訊號的相對部署。 
現在問凱文：「你對蘋果有什麼心理關係？」 凱文也可以回答這個問題。根據AST的解釋，原因是凱文的大腦不僅建構了蘋果的內部模型，建構了他身體的內部模型，還建立了他注意力的內部模型。注意力基模是一組描述了「什麼是注意力，其最基本屬性是什麼，其動態和後果是什麼，以及在任一刻是什麼狀態」的資訊。凱文的認知和語言學機制可以使用這種內部模型，因此凱文能夠描述他與蘋果的心理關係。然而如同身體基模的情形，注意力基模缺少有關機械細節的資訊。它不包含有關可能引起注意的神經元、突觸或電化學訊號的資訊。因此，凱文報告說其屬性缺乏任何明確的物理屬性。他說：「我對蘋果很了解。 這種心理擁有本身沒有任何物理屬性。 就是這樣它隱約位於我內心。 這就是讓我知道那個蘋果的原因。 它讓我記住了蘋果。 它使我可以選擇對蘋果做出反應。這是我的心理自我抓住了蘋果，即我對蘋果的體驗。」 凱文在這裡描述了對蘋果的主觀、體驗的意識。正如他所描述的，只是因為它是對物理機制的不完整描述，意識似乎超越了物理機制。凱文對他的意識的描述是對他的注意力狀態的局部、示意性描述。 
此處所舉的例子涉及到的是對蘋果的意識。然而，同樣的邏輯可以適用於任何事物，包括對聲音、記憶或自身整體的意識。 
在AST中，由於我們斷言自己是有意識的，因此大腦內的某些東西必須計算出意識的必要資訊，使得系統能夠輸出這種斷言。AST提出了這種資訊的適應性功能：「注意力是作為大腦其中一項重要特徵的內部模型。」 

## 注意力控制
AST的核心假設認為，大腦會建構一個內部的注意力模型「注意力基模」，其主要適應性功能是為了能夠加強並且更靈活地控制注意力。在動態系統控制理論中，如果控制系統對其控制項目建構一個內部模型，那麼控制項目的工作效果及彈性將有所提升。例如：將飛機動力學模型加入飛機的自動駕駛系統；將建築物的空氣和溫度控制器與豐富、可預測的氣流和溫度之動態模型結合。大腦的注意力控制器若能建造出豐富的內部模型來說明注意力是什麼，如何隨時間變化，會帶來什麼後果，以及任何時刻的狀態，那麼其工作效果將能夠有所提高。 
因此，大部分關於AST的實驗研究都著重在注意力控制上。在特定的情形下，人們對視覺刺激的覺察相對較弱，但仍會將注意力引導到視覺刺激上，注意力的表現是否就像是它有個弱化版的內部控制器模型，或者甚至缺乏這種控制器？初步實驗表明確實可能如此，不過仍需更多實驗來證明。

## 社會認知
AST也認為，大腦不僅會建造注意力基模來模擬自己的注意力狀態，也會以同樣的機制來模擬其他人的注意力狀態。實際上，正如我們認為覺察屬於自己一樣，我們也認為他人會有覺察。在這種提案中，注意力基模其中一項主要的適應功能即社會認知用途。因此，一些對AST的研究專注在「對自身覺察的斷言和對他人覺察的歸因」之間重疊的部分。人類腦部掃描的初步研究表明，匯聚在顳頂交界處的皮質網路參與了這兩個過程。

## 延伸閱讀
- Graziano MS, Kastner S. . Cogn Neurosci. January 2011, 2 (2): 98–113. PMC 3223025 . PMID 22121395. doi:10.1080/17588928.2011.565121.
- Michael S. A. Graziano. . OUP USA. 19 September 2013  [2021-01-22]. ISBN 978-0-19-992864-4. （原始内容存档于2017-04-11）.
- Webb TW, Graziano MS. . Front Psychol. 2015, 6: 500. PMC 4407481 . PMID 25954242. doi:10.3389/fpsyg.2015.00500.
- Graziano MS, Webb TW.  (PDF). . 2017: 547–554  [2021-01-22]. ISBN 9780128040966. doi:10.1016/B978-0-12-804042-3.00098-1. （原始内容存档 (PDF)于2019-01-09）.
- Graziano MS, Guterstam A, Bio BJ, Wilterson AI. . Cogn Neuropsychol. September 2019: 1–18. PMID 31556341. doi:10.1080/02643294.2019.1670630.
- Michael S. A. Graziano. . W. W. Norton. 17 September 2019. ISBN 978-0-393-65262-8.